# Paolo Sassanelli
Paolo Sassanelli (Bari, 29 de outubro de 1958) é um Ator, Roteirista e Diretor italiano do cinema e da televisão.

## Biografia
Ele participou de vários filmes, mas seu sucesso está principalmente ligado à ficção. Em Classe di Ferro ele interpreta o soldado de infantaria Gabriele Serra, em ambas as séries produzidas; a primeira série foi filmada no período de outubro de 1988 a agosto de 1989 e a segunda no período de abril a dezembro de 1991. Em Un Medico in Famiglia (Rai 1), ele interpreta o doutor Oscar Nobili, da primeira temporada até a décima temporada atual.
Em Compagni di scuola, ele é flanqueado por Massimo Lopez: uma série transmitida pela Rai 2 em 2001. Na série Raccontami, ele interpreta o papel do advogado Ludovico Terenzi. No elenco duas atrizes também provenientes de Bari: Lunetta Savino e Mariolina De Fano. 
Desde 2007 ele está no time de jogadores do time de futebol italiano Representative Attori, onde ele joga no papel de Defender. 
Desde 2008, ele interpreta o inspetor Gamberini na série de televisão L'ispettore Coliandro. 
Em 2009, ele interpreta o diretor do banco Francesco na série de televisão Non Pensarci, tirada do filme de mesmo nome. 
Dirigiu-se em 2009, com o curta Uerra, um tema cómico e cenário na Itália do pós-guerra, ganhando o prémio de melhor ficção em 2010, no Palace International Short Film Festival. Voltou a dirigir em 2013 com o curta Ammore e em 2016 com Desperate Love, adaptação de uma dramática história real do escritor Roberto Moliterni e Claudio Maccari. Com os mesmos autores continua, de forma cômica, o tema da crise política no curto Un voto all'italiana (2017). 
Em 2013, ele tocou no filme Song'e Napule, para o qual ele obteve uma fita de prata para o melhor ator coadjuvante. 
No verão de 2017, ele começa a filmar seu primeiro longa, Two Little Italians, em Bari, na Holanda e na Islândia. Em abril do ano seguinte, o filme foi selecionado fora da competição no Festival Internacional de Cinema de Bari (Bif&st) para ser apresentado no World Premiere em 22 de abril de 2018 no Teatro Petruzzelli em Bari. 
Em fevereiro de 2018, foi assistente de realização e consultor do filme Applause, inspirado no assassinato de Elisa Claps. Em 3 de maio, ele retorna como diretor do Teatro em Traumnovelle - Doppio Sogno, de Arthur Schnitzler, no Teatro Argot Studio, em Roma.
Em 2020, participou nas séries televisivas Tatort e Bella da morire em papéis secundários.
Em 2021, volta a interpretar o papel do inspetor Gamberini em L'ispettore Coliandro e interpreta Emanuele Pentasuglia na série televisiva Imma Tataranni - Sostituto procuratore. No mesmo ano, interpretou o papel do Papa Clemente VII na curta-metragem Il Moro de Daphne Di Cinto, contracenando com Alberto Boubakar Malanchino e Andrea Melis.
Em 2022 foi o protagonista do mural retratado no bairro Carbonara 2 Santa Rita de Bari, para a curta-metragem Il Vecchio e il Muro (O Velho e o Muro) encomendada por Inail Puglia com Cisl e Lilt de Bari para a prevenção de doenças causadas pela exposição ao sol devido ao trabalho. No ano seguinte, interpretou o papel de Rocco Squillace em I Bastardi di Pizzofalcone e a mão direita do appuntato Antonio Pellecchia e Alessio Boni em Il metodo Fenoglio.

## Filmografia

### Televisão
- ...Se non avessi l'amore, dirigido por Leandro Castellani - Film TV (1991)
- Classe di ferro (1989-1991) - Serie TV

- Italia chiamò, dirigido por Leandro Castellani - Serie TV, ep. 1x03 (1992)
- Un commissario a Roma, dirigido por Luca Manfredi - Serie TV, ep. 1x01 (1993)
- Faust, regia di Markus Bräutigam - Serie TV, ep. 3x05 (1996)
- Diamanten küßt man nicht, dirigido por Ulrich Stark - Film TV (1997)
- Un medico in famiglia (1998-em andamento) - Serie TV
- Tequila & Bonetti, dirigido por Bruno Nappi - Serie TV, ep. 1x08 (2000)
- Il maresciallo Rocca - ep. stagione 3: il mistero dello scheletro (2001)
- Compagni di scuola (2001)
- Padri, dirigido por Riccardo Donna - film TV (2002)
- Una famiglia per caso, dirigido por Camilla Costanzo e Alessio Cremonini - film TV (2003)
- Nebbie e delitti, dirigido por Riccardo Donna - Serie TV, ep. 1x04 (2005)
- Padri e figli, dirigido por Gianfranco Albano e Gianni Zanasi, Miniserie TV (2005)
- Codice Rosso (2006)
- Raccontami (2006-2007)
- L'ispettore Coliandro (2008-em andamento)
- Non pensarci (2009)
- I liceali 2 (2009)
- Notte prima degli esami '82 (2011)
- Un Natale per due (2011) - Film TV
- Nero Wolfe, dirigido por Riccardo Donna - Serie TV, ep. 1x05 (2012)
- Rex - ep. stagione 4: "Ombre" (2012)
- Provaci ancora prof! (2013)
- Il sole negli occhi - Serie TV (2015)
- Il bello delle donne... alcuni anni dopo - Fiction (2016)
- Master of None - Serie Tv, ep. 2x01 (2017)
- Sotto copertura - La cattura di Zagaria - Serie TV, ep. 2x01 (2017)
- Tatort - Serie Tv, ep. 1042 (2017)

- Buonasera Presidente - Giovanni Leone, dirigida por Giacomo Faenza y Davide Minnella, episodio 2 (2019)

- Imma Tataranni - Fiscal adjunto - serie de televisión (2019-en curso)
- Passeggeri notturni - serie de televisión, episodio 6 (2020)
- Bella da morire, dirigida por Andrea Molaioli - miniserie de televisión (2020)
- The First Team - serie de televisión (2020)
- Più forti del destino, dirigida por Alexis Sweet - miniserie de TV (2022)
- Mina Settembre - Serie de televisión (2022)
- I bastardi di Pizzofalcone 4, dirigida por Monica Vullo y Riccardo Mosca - Serie de TV (2023)
- Il metodo Fenoglio - El frío verano - Serie de TV (2023)

### Cinema
- Don Chisciotte, dirigido por Maurizio Scaparro (1983)
- Le vigne di Meylan, dirigido por Rocco Cesareo (1993)
- Colpo di luna, dirigido porAlberto Simone (1995)
- Nella mischia, dirigido por Gianni Zanasi (1995)
- Terra di mezzo, dirigido por Matteo Garrone (1996)
- Ospiti, dirigido por Matteo Garrone (1998)
- Matrimoni, dirigido por Cristina Comencini (1998)
- Not Registred, dirigido por Nello Correale (1999)
- La vespa e la regina, dirigido por Antonello De Leo (1999)
- A domani, dirigido por Gianni Zanasi (1999)
- Sono positivo, dirigido por Cristiano Bortone (1999)
- Fuori di me, dirigido por Gianni Zanasi (1999)
- LaCapaGira, dirigido por Alessandro Piva (2000)
- Il Fratello minore, dirigido por Stefano Gigli (2000)
- Estate romana, dirigido por Matteo Garrone (2000)
- L'ultima lezione, dirigido por Massimo Martella e Fabio Rosi (2000)
- Tandem, dirigido por Lucio Pellegrini (2000)
- Senza filtro, dirigido por Mimmo Raimondi (2001)
- Fate come noi, dirigido por Francesco Apolloni (2002)
- Sotto gli occhi di tutti, dirigido por Nello Correale (2003)
- Ora o mai più, dirigido por Lucio Pellegrini (2003)
- La vita che vorrei, dirigido por Giuseppe Piccioni (2004)

- La vita è breve ma la giornata è lunghissima, dirigido por Lucio Pellegrini e Gianni Zanasi (2004)
- Uomini e zanzare, dirigido por Susanna Nicchiarelli (2005)
- ...E se domani, dirigido por Giovanni La Parola (2005)
- Rosso come il cielo, dirigido por Cristiano Bortone (2006)
- Nicola, lì dove sorge il sole, dirigido por Vito Giuss Potenza (2006)
- Ma che ci faccio qui!, dirigido por Francesco Amato (2006)
- Last Minute Marocco, dirigido por  Francesco Falaschi (2007)
- Giorni e nuvole, dirigido por Silvio Soldini (2007)
- Non pensarci, dirigido por Gianni Zanasi (2007)
- Giulia non esce la sera, dirigido por Giuseppe Piccioni (2008)
- La strategia degli affetti, dirigido por Dodo Fiori (2008)
- La casa sulle nuvole, dirigido por Claudio Giovannesi (2009)
- Falene, dirigido por Andres Arce Maldonado e Gabriella Cristiani (2009)
- Interferenze, dirigido por Alessandro Capitani e Alberto Mascia (2009)
- Ubaldo Terzani Horror Show, dirigido por Gabriele Albanesi (2010)
- Henry, dirigido por Alessandro Piva (2010)
- Figli delle stelle, dirigido por Lucio Pellegrini (2010)
- Questo mondo è per te, dirigido por Francesco Falaschi (2011)
- Senza arte né parte, dirigido por Giovanni Albanese (2011)
- Oltre il mare, dirigido por Cesare Fragnelli (2011)
- Paura 3D, dirigido por Manetti Bros (2012)
- Cosimo e Nicole, dirigido por Francesco Amato (2012)
- Ti stimo fratello, dirigido por Giovanni Vernia e Paolo Uzzi (2012)
- Una domenica notte, dirigido por Giuseppe Marco Albano (2013)
- Tutti contro tutti, dirigido por Rolando Ravello (2013)
- Song'e Napule, dirigido por Manetti Bros. (2013)
- Noi siamo Francesco, rdirigido por Guendalina Zampagni (2013)
- Sei mai stata sulla Luna?, dirigido por Paolo Genovese (2015)
- Ameluk, dirigido por Mimmo Mancini (2015)
- In un posto bellissimo, dirigido por Giorgio Cecere (2015)
- Abbraccialo per me, dirigido por Vittorio Sindoni (2016)
- L'Equilibrio, dirigido por Vincenzo Marra (2017)
- Notti magiche, dirigido por Paolo Virzì (2018)
- Può succedere, dirigido por Eros Puglielli (2018)
- It's Fine, Anyway, dirigido por Pivio De Scalzi e Marcello Saurino (2018)
- L'Eroe, dirigido por Cristiano Anania (2018)
- Due piccoli italiani, dirigido por Paolo Sassanelli (2018)
- Youtopia, dirigido por Berardo Carboni (2018)
- Notti magiche, dirigido por Paolo Virzì (2018)

- Nevermind, dirigido por Eros Puglielli (2018)
- L'eroe, dirigido por Cristiano Anania (2019)
- Tutta un'altra vita, dirigido por Alessandro Pondi (2019)
- Tuttapposto, dirigido por Gianni Costantino (2019)
- Surprise Trip, dirigido por Roberto Baeli (2021)
- Sulla Giostra, dirigido por Giorgia Cecere (2021)
- Quasi Orfano, dirigido por Umberto Carteni (2022)
- La tentazione di esistere, dirigido por Fabio Pellegrini (2023)
- Provincia Bianca, dirigido por Angelo Calculli (2023)
- Il Pirata - Memorie da Spoon River, dirigido por Cristiano Ciliberti (2023)
- Stolen Moments, dirigido por Stefano Landini (2024)

### Curtas-metragens
- Facciamo che io ero, dirigido por Vincenzo Scuccimarra (1997)
- Cassa Veloce, dirigido por Francesco Falaschi (2002)
- Offerta della Settimana, dirigido por Susanna Nicchiarelli (2002)
- L'Albero dei Mattoni, dirigido por Roberto Naccari (2002)
- Cronaca rosa, dirigido por Stefania Girolami Goodwin (2003)
- Aria, dirigido por Claudio Noce (2005)
- Naufragi di Don Chisciotte, dirigido por Dominick Tambasco (2005)
- Quartiere Isola, dirigido por Alessandro Lunardelli (2006)
- Nonsostare, dirigido por Gianluca Sportelli (2008)
- La preda, dirigido por Francesco Apice (2009)
- Fuori Porta, dirigido por Giuseppe Dinolardo (2009)
- L'occasione, dirigido por Alessandro Capitani (2010)
- Il caso Carretta, dirigido por Manetti Bros (2010)
- Il Bando, dirigido por Gianluca Sportelli (2011)
- Una commedia italiana che non fa ridere, dirigido por Luca D'Ascanio (2012)
- Perché le lancette dell’orologio girano nel senso delle lancette dell’orologio?, dirigido por Francesco Costantini (2012)
- Fratelli minori, dirigido por Carmen Giardina (2013)
- Il Potere dell'Oro Rosso, dirigido por Davide Minnella (2015)
- Millelire, dirigido por Angelo Calculli e Vito Cea (2016)
- L'appuntamento, dirigido por Vito Cea (2017)

- Compagni di viaggio, dirigido por Sara De Martino (2020)
- Il Moro, dirigido por Daphne di Cinto (2021)
- Castelli di Sabbia, dirigido por Lilian Sassanelli (2021)
- Alla corte di Carlo De Mari producida por Hgv Italia (2021), proyectada en el Palazzo De Mari de Acquaviva delle Fonti BA
- Il Vecchio ed il Muro, dirigido por Antonio Palumbo (2022)
- Raimondo Di Sangro, producido por Hgv Italia (2023), se proyectará en la Biblioteca FG de Torremaggiore.

### Internet
- Super G – webserie, 8 episódios (2011)

### Videoclip
- Fonosix - Da quando sei arrivata tu[2007]
- Musica da Ripostiglio - L'Orchestrina da Ripostiglio (2016)

## Roteirista
- Rosso come il cielo, dirigido por Cristiano Bortone (2006)
- Uerra, assunto e dirigido por Paolo Sassanelli (2009)
- Ammore, dirigido por Paolo Sassanelli (2013)

## Diretor

### Cinema
- Due piccoli italiani (2017)

### Curtas-metragens
- Belli Capelli (2003)
- Uerra (2009)
- Ammore (2013)
- Amore disperato (2016)
- Un voto all'italiana (2017)

### Teatro
- L’Histoire du soldat de Igor' Fëdorovič Stravinskij (1997)
- I cani davanti alla lepre de Luca De Bei (2003)
- Don Cristobal e Donna Rosita de Luca De Bei (2005-2006)
- Il principe senza coda de Luca De Bei (2006-2007)
- Girotondo di Arthur Schnitzler (2010-2012)
- E' vero (Radiance) de Louis Nowra (2012)
- Servo per due (One Man, Two Guvnors) de Richard Bean (co-dirigido com con Pierfrancesco Favino) (2013-2016)
- Kitchen Stories (2013-2018)
- La leggenda del Favoloso Django Reinhardt (2014-2017)
- Signori in Carrozza de Andrej Longo (2015-2017)
- La Controra de Anton Cechov (co-dirigido com con Pierfrancesco Favino) (2016)
- La leggenda Paganini (2017-em andamento)
- Traumnovelle - Doppio Sogno de Arthur Schnitzler (2018-em andamento)

- La leggenda Paganini de Paolo Sassanelli, Biancamaria Melasecchi y Filippo Michelangeli, producida por AidaStudio (2017-en curso).
- Volevo fare l'attore de y dirigida, producida por Gruppo Abeliano en colaboración con Teatro Pubblico Pugliese (2021)
- Stitching de Anthony Neilson, producida por Orazio Rotolo Schifone con el apoyo de Artisti 7607 (2023)

### Spot
- Liquore Strega (2011)

## Teatrografia
- Girotondo de Arthur Schnitzler, dirigido por Gugliemo Ferraiola (1980-1981)
- Don Cristobal e Donna Rosita de Federico Garcia Lorca, dirigido por Guglielmo Ferraiola (1982-1983)
- Perseo e Andromeda de Jules Laforgue, dirigido por Guglielmo Ferraiola (1982-1983)
- La Vera Storia de Italo Calvino, dirigido por Maurizio Scaparro (1984)
- Il Fu Mattia Pascal de Tullio Kezich da Luigi Pirandello, dirigido por Maurizio Scaparro (1986-1987)
- Sogno di una notte d'estate de William Shakespeare, dirigido por Bernardi (1988)
- Il Principe e l'Aviatore de Antoine de Saint-Exupéry, dirigido por Paolo Comentale (1989)
- Viva gli Sposi de Nino Manfredi, dirigido por Nino Manfredi, produzido por Teatro Eliseo e Nino Manfredi (1989-1990)
- Aspettando Godot de Samuel Beckett, dirigido por Marinella Anaclerio (1990-1992)
- Buio Interno de Luca De Bei, dirigido por Marinella Anaclerio (1991-1994)
- La Locandiera de Carlo Goldoni, dirigido por Marinella Anaclerio, produzido por Compagnia di Beato e Angelica (1992-1994+2001-2002)
- Lontano dal Cuore de Luca De Bei, dirigido por Marinella Anaclerio (1993-1994)
- La Liberazione di Prometeo de Heiner Muller, dirigido por Heiner Goebbels (1993)
- Medea Nova (1995-1998)
- Salvataggi, dirigido por Dominick Tambasco (1997)
- L’Histoire du soldat de Igor' Fëdorovič Stravinskij, dirigido por Paolo Sassanelli(1997)
- Fanciulli de Luca De Bei, dirigido por Pierpaolo Sepe (1997-1998)
- La verità, vi prego, sull'amore! de Francesco Apolloni, dirigido por Francesco Apolloni (1998)
- Drummers de Simon Bennett, dirigido por Marcello Cotugno (2000)
- Falene de Andrej Longo, dirigido por Marcello Cotugno (2000-2016)
- Simpatico (2000-2001)
- Bash de Neil LaBute, dirigido por Marcello Cotugno (2001-2006)
- Closer de Patrick Marber, dirigido por Marcello Cotugno (2003)
- Stitching (Lo Strappo) de Anthony Neilson, dirigido por Pierpaolo Sepe, produzido por Compagnia Rep Gruppo Danny Rose (2003-2012)
- Le Parole non Contano de Valentina Capecci, dirigido por Giulio Manfredonia (2003-2007)
- The Lonesome West de Martin Mc Donagh, dirigido por Pierpaolo Sepe (2004)
- Buca di Sabbia de Michal Walczak, dirigido por Pierpaolo Sepe (2005)
- Il Custode de Harold Pinter, dirigido por Pierpaolo Sepe (2006)
- Chinese Coffee de Ira Lewis, dirigido por Pierpaolo Sepe (2010)
- Girotondo de Arthur Schnitzler, dirigido por Paolo Sassanelli (2010-2012)
- Servo per due (One Man, Two Guvnors) de Richard Bean, dirigido por Paolo Sassanelli e Pierfrancesco Favino, produzido por Compagnia Gli Ipocriti (2013-2016)
- Kitchen Stories de Paolo Sassanelli e Mario De Vivo, dirigido por Paolo Sassanelli, produzido por Mario De Vivo (2013-2018)
- La leggenda del Favoloso Django Reinhardt de Paolo Sassanelli, Luciano Scarpa e Bianca Melasecchi, dirigido por Paolo Sassanelli, produzido por Compagnia Rep Gruppo Danny Rose (2014-2017)
- Signori in Carrozza de Andrej Longo, dirigido por Paolo Sassanelli, produzido por Compagnia Gli Ipocriti (2015-2017)
- La Controra de Anton Cechov, dirigido por Paolo Sassanelli e Pierfrancesco Favino, produzido por Compagnia Gli Ipocriti e Fondazione Teatro della Toscana (2016)
- La leggenda Paganini de Paolo Sassanelli, Biancamaria Melasecchi e Filippo Michelangeli, dirigido por Paolo Sassanelli, produzido por AidaStudio (2017-em andamento)
- La leggenda Paganini de Paolo Sassanelli, Biancamaria Melasecchi y Filippo Michelangeli, dirigida por Paolo Sassanelli, producida por AidaStudio (2017-en curso).
- Faragola - Il figlio di mio figlio de Christian di Furia, dirigida por Michela Casiere, dirección multimedia de Andrea Pontone, producida por AvlTek y Clab Studio para el Teatro Umberto Giordano de Foggia (2019).
- La donna Leopardo de Alberto Moravia, dirigida por Michela Cescon, adaptación dramatúrgica comisariada por Lorenzo Pavolini y Michela Cescon, producida por Teatro di Dioniso, Teatro Stabile del Veneto con el apoyo de Banca Intesa (2019)
- Volevo fare l'attore de y dirigida por Paolo Sassanelli, producida por Gruppo Abeliano en colaboración con Teatro Pubblico Pugliese (2021)
- Quanto basta de y dirigida por Alessandro Piva (2021)
- Vamos con Dino Abbrescia, dirigida por Susy Laude (2022)
- La signora del martedì de Massimo Carlotto con Giuliana De Sio y Alessandro Haber, dirigida por Pierpaolo Sepe (2023-2024)
- Otelo de William Shakespeare, dirigida por Marco Carniti, producida por Politeama s.r.l. (2023).
- Stitching de Anthony Neilson, dirigida por Paolo Sassanelli, producida por Orazio Rotolo Schifone con el apoyo de Artisti 7607 (2023)

## Documentários
- L'erba proibita (2002)
- La vita è breve ma la giornata è lunghissima, dirigido por Lucio Pellegrini e Gianni Zanasi (2004)
- La Preda Making Of, dirigido por Stefano Chiodini e Lucia Sblendorio (2009)
- Uerra Making Of, dirigido por Vito Palumbo (2009)
- Ubaldo Terzani Making Of, dirigido por Filippo Del Greco e Luigi Pastore (2011)
- L'attimo Fuggente - Dino Campana, dirigido por Gianluca Sportelli (2017)
- Gli alchimisti del muto, dirigido por  Ramón Alòs Sanchez (2018)
- Sacra Corona Unita - Memorie della Quarta Mafia, dirigido por Fedora Sasso (2018)

## Spots publicitários e Muito mais
- Puglia Perfetta, dirigido por Alessandro Piva (2005)
- Un Lavoretto Pulito - Campagnia AMIU, dirigido por Alessandro Piva (2013)
- FMM Malattie Miotoniche - Testimonial (2016)

## Audiobooks
- Viaggio al centro della terra de Jules Verne, cama de Paolo Sassanelli, Biancoenero Edizioni, 2014 ISBN 9788899010478
- Django - La Leggenda del Plettro d'Oro de Paolo Sassanelli e Luca Pirozzi, cama de Paolo Sassanelli, Curci Young, 2017 ISBN 8863951998

## Discografia

### Único
- 2000 - Giast, Paolo Sassanelli e Giuliano Taviani - Fuori di me (Soundtrack)
- 2000 - Dentro di te, Paolo Sassanelli e Giuliano Taviani - Fuori di me (Soundtrack)
- 2014 - Strano Paese, Paolo Sassanelli, Dino Abbrescia, Luca Argentero, Michele De Virgilio, Alessandro Greco, Bianca Guaccero, Lillo (Pasquale Petrolo), Carlo Massarini, Neri Marcorè, Gino Nardella, Pio e Amedeo, Emilio Solfrizzi, Luigi Samele, Lunetta Savino, Savino Zaba - Il mio Gargano
- 2017 - Noi Siamo il Cuore della Puglia - Paolo Sassanelli

## Prêmios
- 1995: Festival de Berlim para a interpretação do elenco em Colpo di Luna, dirigido por Alberto Simone
- 2010: Nastro d'Argento Menção Especial por seu desempenho em La Preda, dirigido por Francesco Apice
- 2012: Prêmio L.A.R.A pela interpretação em Cosimo e Nicole, dirigido por Francesco Amato
- 2013: Golden Spike Award no Eolie in Video - Um Mar de Cinema para Ammore
- 2013: Melhor curta-metragem no Archipelago Film Festival for Ammore
- 2014: Silver Ribbon de Melhor Ator Coadjuvante por seu desempenho em Song'e Napule, dirigido por Manetti Bros
- 2014: Menção Especial ao Festival Independente de Curtas-Metragens Bovino para Ammore
- 2016: Menção Especial de Melhor Ator pelo Festival Internacional de Curtas-Metragens da Corte Visions para Il Potere dell'Oro Rosso, dirigido por Davide Minnella
- 2016: Prêmio de Melhor Ator no Comicron Film Festival para Il Potere dell'Oro Rosso, dirigido por Davide Minnella
- 2016: Prêmio de Melhor Ator no Festival Internacional de Cinema de Fano
- 2017: Prêmio de Melhor Ator Medicinema para Il Potere dell'Oro Rosso, dirigido por Davide Minnella
- 2017: Prêmio de Melhor Ator no Festival Internacional de Cinema Patológico para interpretação em Millelire, dirigido por Angelo Calculli e Vito Cea
- 2017: Melhor Diretor de Direção no Asti Film Festival para a curta-metragem Amore Disperato